# 豊島美術館
豊島美術館（てしまびじゅつかん、Teshima Art Museum）は、瀬戸内海の豊島（香川県土庄町）にある西沢立衛の設計による美術館。瀬戸内海を望む豊島唐櫃（からと）の小高い丘に建設されている。オンラインチケットによる予約制。火曜日休館。祝日の場合は開館、翌日休館。月曜日が祝日の場合は、火曜日開館、翌水曜日休館。12月1日〜2月末日は火曜日から木曜日が休館。

## 概要
瀬戸内海の島々を舞台にした瀬戸内国際芸術祭が開催中であった2010年10月17日に開館。豊島北東部の海を望む丘陵地に建設された。上空から見た形状は水滴をモチーフにしたもので、建物上部には2つの大きな穴が開いており、外気や太陽光が建物内部にまで入ってくる構造になっている。
建物内部にはアーティスト、内藤礼による「母型」という作品が展示されている。建築と一体となった作品で、周囲の環境や時間の経過により変化をしていくものとなっている。
基本的に館内は撮影禁止

## 利用案内
- 開館時間
  - 3月～9月　10時～17時（最終入館16時30分）
  - 10月～2月　10時30分～16時（最終入館15時30分）
- 休館日
  - 3月～11月　毎週火曜日
  - 12月～2月　毎週火、水、木曜日※ただし祝日の場合は開館し、翌日休館。年末年始も休館となる。
- 入場料　1,570円 （15歳以下無料）

## 交通アクセス
- JR高松駅から徒歩5分の高松港から船（豊島フェリー）で約35分、家浦港からシャトルバスで約15分
※豊島の家浦港からは直島の宮浦港や岡山県の宇野港に向かう船便もある。
- 小豆島の土庄港より船（小豆島豊島フェリー）で約30分、唐櫃港からシャトルバスで約3分